# Lucinda Green
Lucinda Jane Green (nacida como Lucinda Jane Prior-Palmer, Andover, 7 de noviembre de 1953) es una jinete británica que compitió en la modalidad de concurso completo.
Participó en dos Juegos Olímpicos de Verano, en los años 1972 y Los Ángeles 1984, obteniendo una medalla de plata en Los Ángeles 1984, en la prueba por equipos (junto con Virginia Holgate, Ian Stark y Diana Clapham).
Ganó dos medallas de oro en el Campeonato Mundial de Concurso Completo de 1982 y diez medallas en el Campeonato Europeo de Concurso Completo entre los años 1973 y 1987.

## Palmarés internacional
| Juegos Olímpicos   | Juegos Olímpicos             | Juegos Olímpicos  | Juegos Olímpicos |
| Año                | Lugar                        | Medalla           | Categoría        |
| ------------------ | ---------------------------- | ----------------- | ---------------- |
| 1984               | Los Ángeles (Estados Unidos) | Medalla de plata  | Por equipos      |
| Campeonato Mundial |                              |                   |                  |
| Año                | Lugar                        | Medalla           | Categoría        |
| 1982               | Luhmühlen (RFA)              | Medalla de oro    | Individual       |
| 1982               | Luhmühlen (RFA)              | Medalla de oro    | Por equipos      |
| Campeonato Europeo |                              |                   |                  |
| Año                | Lugar                        | Medalla           | Categoría        |
| 1973               | Kiev (URSS)                  | Medalla de bronce | Por equipos      |
| 1975               | Luhmühlen (RFA)              | Medalla de oro    | Individual       |
| 1975               | Luhmühlen (RFA)              | Medalla de plata  | Por equipos      |
| 1977               | Burghley (Reino Unido)       | Medalla de oro    | Individual       |
| 1977               | Burghley (Reino Unido)       | Medalla de oro    | Por equipos      |
| 1979               | Luhmühlen (RFA)              | Medalla de plata  | Por equipos      |
| 1983               | Frauenfeld (Suiza)           | Medalla de plata  | Individual       |
| 1983               | Frauenfeld (Suiza)           | Medalla de plata  | Por equipos      |
| 1985               | Burghley (Reino Unido)       | Medalla de oro    | Por equipos      |
| 1987               | Luhmühlen (RFA)              | Medalla de oro    | Por equipos      |